# Областни управители на правителството на Иван Костов
Областни управители в България на правителството на Иван Костов от 1997 г. до 2001 г.:

## Областни управители от 1997
- Христин Петков – област Бургас
- Добрин Митев – област Варна
- Илиян Обретенов – област Ловеч
- Доно Тошев – област Монтана
- Андон Андонов – област Пловдив
- Димитър Мочев – област Русе
- Васил Маринчев – област София
- Стойчо Тодоров Кацаров – Софийска област
- Христо Василев – област Хасково

## Промени от 1999
- Борис Маскръчки – област Благоевград
- Румен Рашев – област Велико Търново
- Величко Йонов – област Видин
- Румен Петков – област Враца
- Илиян Обретенов – област Габрово
- Николай Илиев – област Добрич
- Пламен Иванов – област Кърджали
- Йордан Стаменов – област Кюстендил
- Гето Джурковски – област Ловеч
- Любомир Иванов – област Монтана
- Иван Колчаков – област Пазарджик
- Чародей Чернев – област Перник
- Милчо Илиев – област Плевен
- Димитър Мочев – област Разград
- Йордан Борисов – област Русе
- Петко Енчев Маринов – област Силистра
- Пеньо Семков – област Сливен
- Веселин Черкезов – област Смолян
- Кирил Караиванов – Софийска област
- Радомир Енев – област Стара Загора
- Тончо Димитров – област Търговище
- Веселин Златев – област Шумен
- Рупен Манавян – област Ямбол

## Промени от 2000
- Васил Чобанов – област Благоевград
- Димитър Енчев Камбуров – област Добрич
- Марияна Томчева – Софийска област

## Промени от 2001
- Стоян Ковачев – област Добрич
- Стефан Генов – област Сливен